# سلجم
السلجم أو الشلجم أو السجلم أو لفت أو البلجم أو الشلغم (بالإنجليزية: Brassica napus) هو نوع نباتي من الفصيلة الصليبية تستعمل بذوره لإنتاج الزيت النباتي وهو ثالث أهم المحاصيل المستخدمة لهذا الغرض بعد فول الصويا وزيت النخيل.

## الأصل اللغوي
وردت لفظة سلجم في بيت شعر لأعرابي يقول فيه:
ورُوي في أقوال أخرى بلفظ شلجم.

## الوصف النباتي
اسمه العلمي (باللاتينية: Brassica napus). النورة عنقودية بسيطة تحمل أزهارًا صفراء. الثمرة خردلة تحوي بذورًا عديدة.
يعتقد بأنه نشأ عن تهجين الملفوف (باللاتينية: Brassica oleracea) مع نوع اللفت العادي (باللاتينية: Brassica compestris). للسلجم جذر وتدي يتعمق في التربة، وساق متفرعة تحمل أوراقاً جرداء تكون السفلية منها معنقة ومشقوقة والعليا منها رمحية كاملة. الأزهار عنقودية صفراء اللون، والثمرة خَرْدَلة مستطيلة جافة تحوي بذورًا صغيرة فقيرة بالألبومين، وذات فلقتين غنيتين بالزيت (43- 50%).

## الزراعة والنمو

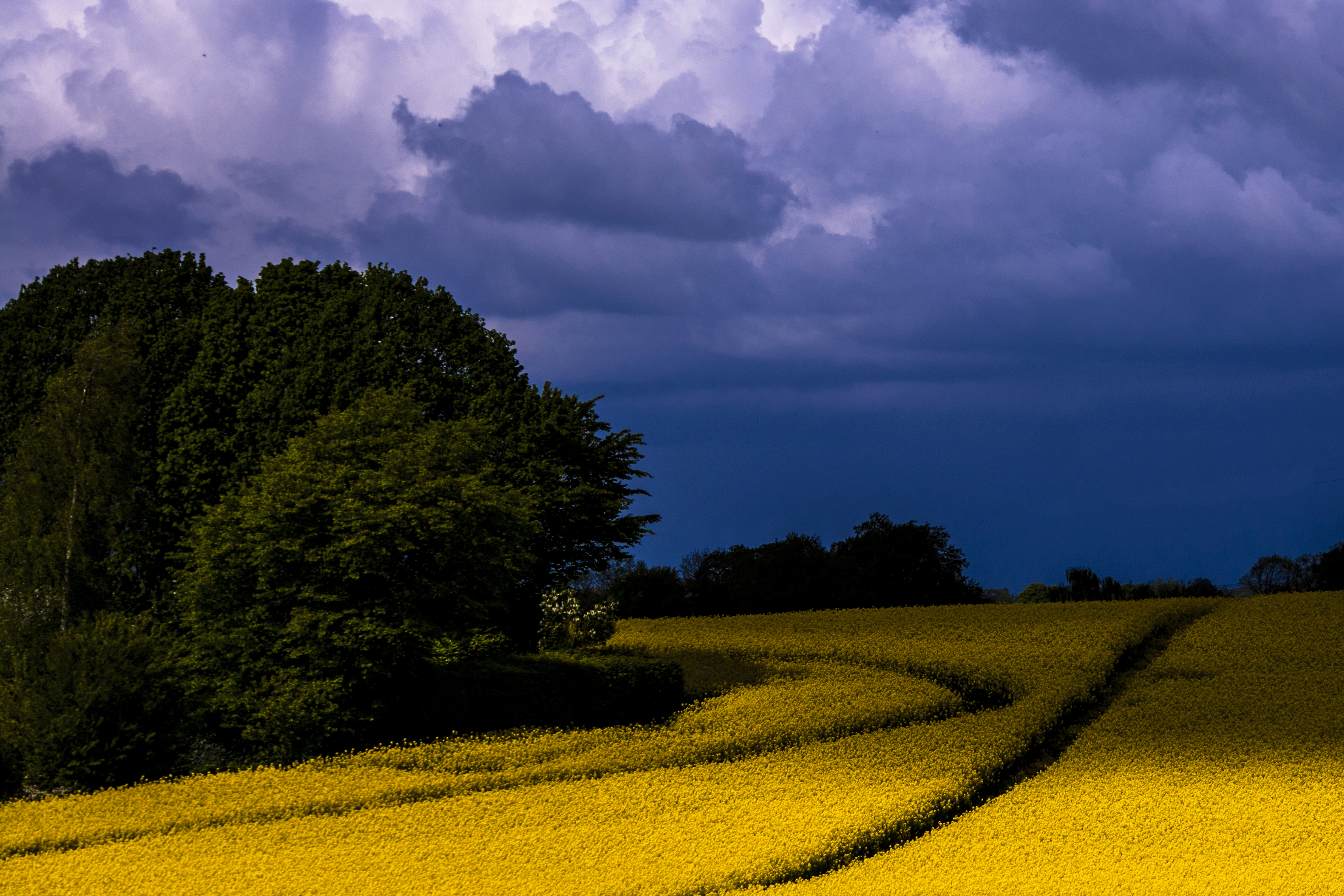
أحد حقول السلجم - سولبيرج-الدنمارك

تزرع حبوب السلجم في الخريف ويدفع النبات بفلقتيه بعد الإنتاش خارج سطح التربة، ثم يتطور وينمو مكوناً شتلة وريدية مؤلفة من عشرين ورقة تخزن فيها المواد الغذائية التي يستخدمها النبات في أثناء مرحلة الاستطالة بعد انتهاء فصل الشتاء.
يبدأ النبات بالإزهار قبل وصول الساق إلى طولها النهائي وتتفرع الساق في أثناء نمو النبات واستطالته ويستمر الإزهار نحو 4- 6 أسابيع. الأزهار خنثى و 70% من تلقيحها ذاتي.
تتكون الثمار سريعاً عند السلجم إذ تصل البذور إلى مرحلة النضج بعد مضي 6- 7 أسابيع على موعد التلقيح، وتتشقق الخرادل وتتساقط الحبوب منها بفعل الصدمات التي يتعرض لها النبات بعد استكمال نضجها.
يحتاج النبات، بين بدء الإزهار ونهايته، إلى كمية من الحرارة التراكمية تقدر بنحو 360- 380م وتؤدي الحرارة المرتفعة إلى سقوط البراعم الزهرية. وتزداد احتياجاته من الرطوبة في أثناء تفرع الساق وامتداد مرحلة الإزهار لفترة أطول في موسم النمو الخضري.